# Grotto

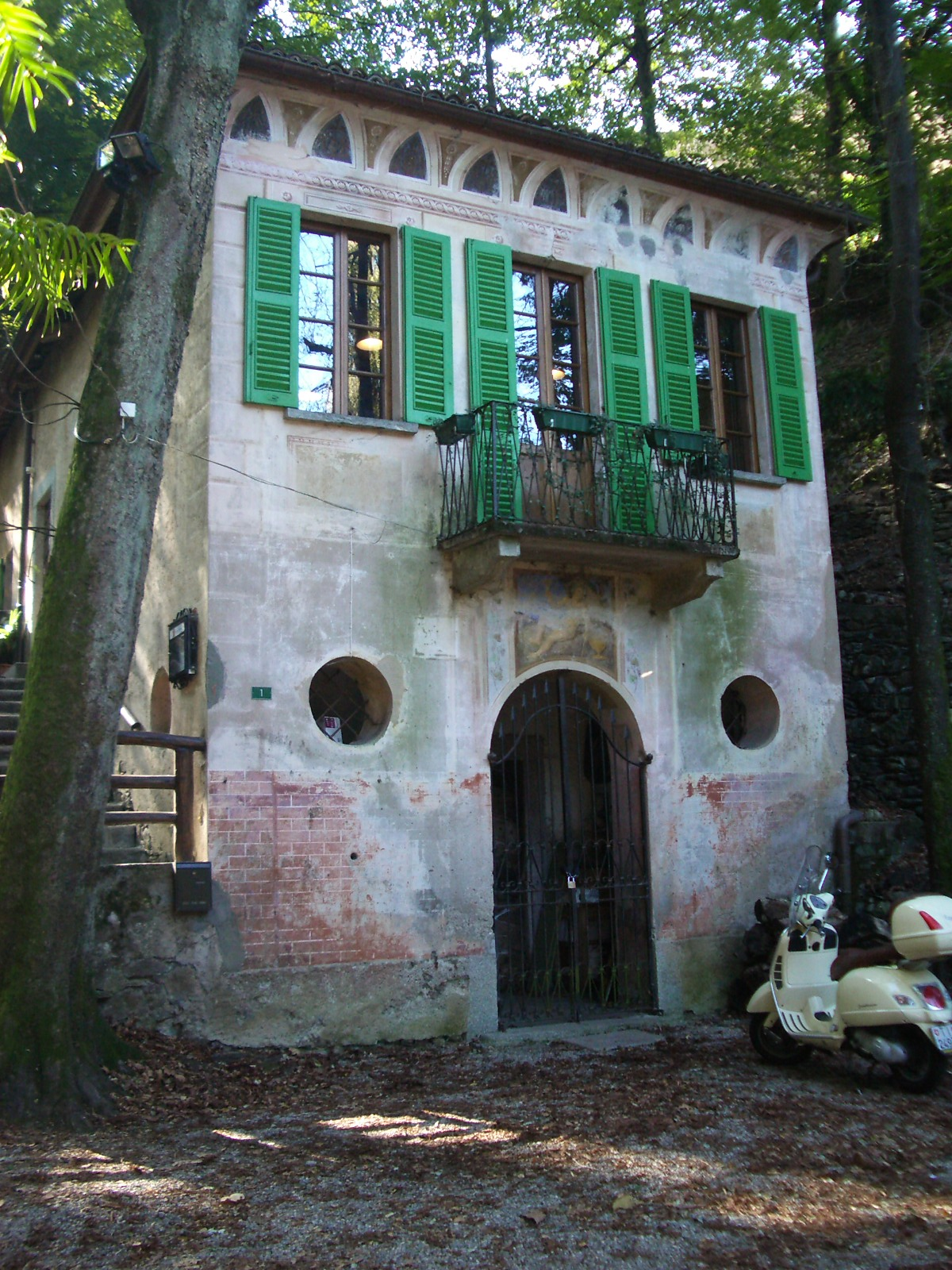
Grotto Morchino, Pazzallo-Lugano: Il Morchino è stato meta del famoso scrittore Hermann Hesse che nel 1919 vi scrisse "L'ultima estate di Klingsor"

Il grotto (nel nord Italia si usa il termine crotto) è un locale tipico della Svizzera italiana (Canton Ticino e Grigioni italiano). È anche un cognome diffuso in parte del nord Italia. In ticinese viene anche chiamato ul grott o al grott.

## Origine del termine
Inizialmente concepiti come sorta di cantine per conservare prodotti agricoli locali quali il vino o il formaggio, i grotti ticinesi e grigionitaliani erano spesso ricavati da grotte naturali (da cui il nome). Un grotto, per essere tale, deve potere dimostrare la presenza nel suo interno di una fonte d'aria fresca proveniente dal sottosuolo. È l'elemento essenziale, senza la presenza del quale siamo di fronte ad una semplice cantina. In Mesolcina questo spiffero viene chiamato fiadiré", nella Valchiavenna "sorèl". Nel corso del tempo le esigenze si sono modificate - nuovi metodi di conservazione hanno ridotto l'importanza del grotto come magazzino - e i contadini hanno spesso trasformato i grotti in locali per la degustazione dei vini e di altri prodotti di fattura artigianale propria. I grotti sono diventati nel corso del XX secolo veri e propri esercizi pubblici e molti non si distinguono quasi più dalle trattorie.
Oggigiorno, si comprende sotto il termine di grotto perlopiù un piccolo e semplice ristorante in un edificio tradizionale di pietra (con o senza una vera e propria grotta, ma quasi sempre con i caratteristici tavoli di granito), con cucina locale tradizionale e spesso aperto solo durante la bella stagione. Le pietanze più comuni nei grotti sono la formagella, i formaggini, il salame e altri tipi di affettato serviti con sottaceti, il pesce in carpione e, quando c'è cucina calda (ormai nella maggior parte dei grotti), il minestrone e la polenta, perlopiù servita con strachin (formaggio simile al gorgonzola), con funghi, con merluzzo o con pietanze a base di carne. Le bevande tipiche sono il merlot, la grappa e la gassosa.
Sebbene siano diventati uno dei prodotti tipici offerti al turista, non tutti i grotti ticinesi hanno perso il loro carattere genuino, nonostante l'evoluzione da semplici cantine a piccoli ristoranti. Nei pomeriggi e nelle miti sere d'estate i ticinesi si recano spesso e con piacere nei grotti per mangiare o anche semplicemente per bere un bicchiere tra amici.
Una tradizione paragonabile esiste in Germania. Nei cosiddetti Felsenkeller i contadini conservavano patate e mele per proteggerle contro il gelo. Poi furono trasformati in luoghi per la produzione e la mescita di birra. Grotti famosi in Germania si trovano a Dresda e Lipsia che, invece, non servono più come birrerie.
| Controllo di autorità | GND (DE) 4762981-2 |